# أونيكس (شخصية مصورة)
أونيكس (Onyx) شخصية خيالية من دي سي كوميكس

## تاريخ النشر
كان ظهورها الأول في ديتيكتيف كوميكس #546 بواسطة براتيك كراغ.

## السيرة الذاتية للشخصية الخيالية
هي خبيرة في فنون قتالية والدفاع عن النفس وعضو قديم في جمعية القتلة قبل أن تتقاعد وتقرر أن أصبح مقتصة وتواجه في وقت لاحق السهم الأخضر.
عندما يخطط راهب منشق اسمه لارس كشف مفتاح الحكمة لفتح كتاب العصور، ينتهي به الأمر يواجه أونيكس والسهم الأخضر.
يسرق لارس مفتاح الحكمة من أونيكس ويفتح كتاب العصور الذي يؤدي إلى تبخر لارس.
بعدها في مدينة ستار تُقاتل أونيكس ضد الشرير باريكاد والذي أتضح بأنه يحاول أعادة أحياء لارس عبر استخدام مفتاح الحكمة لعكس السحر لاستخدامه عليه للأبد.
وبمساعدة السهم الأخضر والكناري الأسود تهزم أونيكس لارس والذي يتحول إلى كومة عظام.
في قصة باتمان: ألعاب الحرب، يتم أستدعاء أونيكس من طرف باتمان لحماية أورفيوس، تعمل أونيكس معه حتى يُقتل بواسط القناع الأسود.

## في وسائل الأعلام الأخرى

### الأفلام
- تظهر أونيكس في فيلم باتمان: الدم الفاسد، في هذا الأصدار تكون اليد اليمنى لهيريتيك، والذي هو أسستناخ لداميان واين في كبره، بعد قتل هيريتيك بواسطة تاليا لرغبته في سرقة ذكريات داميان الحقيقي، تُظهر أونيكس الحب له، ويبدأ حقدها الدفين ضد تاليا. وفي نهاية الفلم تهاجم قاتلة سيدها على الحوامة والتي تتحطم بهما في المحيط نتيجة لذلك، ويترك مصيرهما مجهول.